# Смилакс (мифология)
Смилакс или Смилака (греч. Σμῖλαξ) — согласно греческой мифологии нимфа, в которую безответно был влюблён смертный юноша Крокус. По одной версии легенды боги, чтобы прервать страдания юноши превратили его в красивоцветущее растение крокус, а Смилакс во — вьюнок (по другой версии они превратились в цветы после трагической гибели). Сегодня имя нимфы носит семейство растений Смилаксовых, состоящее из 370 видов и 3 родов, однако вьюнок к нему не относится.
Данная легенда упоминается в Овидия в «Метаморфозах» и «Фастах», а также в комментариях Сервия к «Георгикам» Вергилия. Позднее она фигурирует в «Деяниях Диониса» Нонна Панополитанского